# Southold
Southold és una concentració de població designada pel cens dels Estats Units a l'estat de Nova York. Segons el cens del 2000 tenia 5.465 habitants.

## Demografia
Segons el cens del 2000, Southold tenia 5.465 habitants, 2.317 habitatges, i 1.603 famílies. La densitat de població era de 201,5 habitants per km².
Dels 2.317 habitatges en un 24,8% hi vivien nens de menys de 18 anys, en un 59,6% hi vivien parelles casades, en un 6,8% dones solteres, i en un 30,8% no eren unitats familiars. En el 26,4% dels habitatges hi vivien persones soles el 16,6% de les quals corresponia a persones de 65 anys o més que vivien soles. El nombre mitjà de persones vivint en cada habitatge era de 2,35 i el nombre mitjà de persones que vivien en cada família era de 2,83.
Per edats la població es repartia de la següent manera: un 20,7% tenia menys de 18 anys, un 4,2% entre 18 i 24, un 23,5% entre 25 i 44, un 25,7% de 45 a 60 i un 25,9% 65 anys o més.
L'edat mediana era de 46 anys. Per cada 100 dones de 18 o més anys hi havia 91,2 homes.
La renda mediana per habitatge era de 47.074 $ i la renda mediana per família de 63.032 $. Els homes tenien una renda mediana de 51.094 $ mentre que les dones 29.342 $. La renda per capita de la població era de 29.761 $. Entorn de l'1,2% de les famílies i el 2,1% de la població estaven per davall del llindar de pobresa.